# Masaki Kinoshita
Masaki Kinoshita (født 22. juni 1989) er en tidligere japansk fodboldspiller.
Han har spillet for flere forskellige klubber i sin karriere, herunder Roasso Kumamoto og Ventforet Kofu.